# Biblia de Ripoll

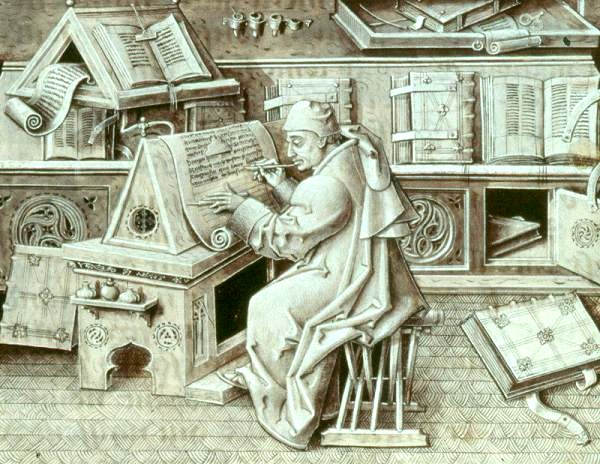
Scriptorium medieval

La Biblia de Ripoll, también denominada Biblia Vaticana, es un códices de la Edad Media, un manuscrito iluminado, conservado en la Biblioteca Vaticana (Vat. Lat. 5729), realizado por escritores, iluminadores y miniaturistas en el scriptorium del monasterio de Ripoll. En este escritorio se produjeron numerosos manuscritos de gran calidad artística, sobre todo bajo el impulso del abad Oliba.

## Contexto histórico
Durante mucho tiempo se creyó de origen italiano y se la denominaba Biblia de Farfa por considerar su procedencia de la abadía benedictina de Farfa en Frosinone (Lacio) y por sus dimensiones que llevó a considerarla como una de las biblias atlánticas propias de esa región italiana. Custodiada actualmente en la Biblioteca Apostólica Vaticana, a donde llegó procedente de Francia entre 1612 y 1618, varios investigadores, como Josep Pijoan (en 1912) y Anscari M. Mundó han demostrado y defendido «con argumentos contundentes su origen catalán al comparar la relación existente entre la ilustración de los libros del Éxodo y Reyes del códice (fig. 1) y las escenas con ese mismo tema en la portada occidental de la iglesia de Ripoll, realizada entre 1134 y 1150.»

## Descripción
La biblia se presenta en un volumen de gran formato (550 x 370 mm) que contiene 465 folios de vitela. Además de las Sagradas Escrituras, el códice incluye 210 prólogos, sumarios y otros textos introductorios, que hacen de la Biblia de Ripoll una especie de "gran enciclopedia ilustrada medieval".
La caligrafía de los textos nos habla de una escritura carolina pura del monje Guifred, el copista único de esta obra. Las  miniaturas y dibujos que contiene a lo largo de 20 folios totalmente ilustrados inspiraron la iconografía desplegada en la portada occidental de la iglesia del monasterio.>

## Autores
El monje Guifré fue el único copista pero no el único monje que trabajó en la biblia. Los estudiosos han identificado también al principal ilustrador de la biblia y lo han definido como "un dibujante de estilo impresionista". Su trabajo se identifica sobre todo a partir del folio 82 y hasta el final. Con un estilo muy distinto, encontramos el tercer monje que participa en la Biblia. Se identifica claramente gracias a una característica peculiar: tenía por costumbre hacer las caras redondas, algo llenas y utilizaba herramientas como el compás y el tiralíneas para trazar redondas y rayas rectas.

## Copias
Pero la de Ripoll no fue la única biblia que salió del rico escritorio del monasterio. El primer cuarto del XI fue prolífico y, en total, fueron tres los códices de este tipo que se elaboraron en Ripoll. Actualmente sólo se conservan dos, ya que uno de ellos desapareció en el incendio del año 1835.
La Biblia de Ripoll, descrita en esta ficha, fue copiada en el escritorio y trasladada a Marsella por los monjes del Monasterio de San Víctor cuando las dos abadías se unieron en 1070. Por último, ya en el XVII, el manuscrito fue a parar al Vaticano gracias a un sobrino del papa Pablo V, concretamente en la Biblioteca Apostólica Vaticana.
El tercer códice es el que conocemos como Biblia de Roda y fue un regalo del abad Oliba al monasterio de Sant Pere de Rodes con motivo de la consagración de su iglesia monástica (1022). Este ejemplar fue robado en el XVII por el mariscal francés Noailles durante el expolio del monasterio, y vendido posteriormente al rey Luis XV. Actualmente se conserva en la Biblioteca Nacional de Francia.

## Otras obras
Antes de la llegada de abad Oliba, el monasterio ya reunía más de un centenar de códices de diversas procedencias (visigodos, septimanios, mozárabes, etc.) y temáticas. Como curiosidad, destaca el Corpus agrimensorum, un tratado de geometría a cargo del monje Gisemundo, que presenta el mapa de la península Ibérica más antiguo conocido. 
La historia tiene también en el scriptorium de Ripoll un lugar ilustre como lugar de origen de diversas redacciones de las Gesta comitum Barcinonensium, donde se explica la vida y las hazañas de los condes de Barcelona.

## Reedición actual
Tras un milenio desde su edición original, en 2002 la Biblia de Ripoll se reeditó en formato facsímil. Fue gracias al trabajo y estudios del historiador Anscari M. Mundó y del sacerdote Ramon Tuneu. El facsímil, de 60 x 46 cm y 10 kilos de peso, reproduce en facsímil 133 láminas digitalizadas en alta resolución y encuadernadas con piel cosida a mano.